# Bonita Pietilä
Bonita Pietilä, detta Bonnie (14 gennaio 1953), è una casting director e produttrice televisiva statunitense di origine finlandese.
Ha lavorato come casting director e produttore de I Simpson, sin dal debutto della serie sul Tracey Ullman Show. Ha vinto tre Emmy per I Simpson, nel 1998, 2000 e 2001.